# Joseph L. Carrigg

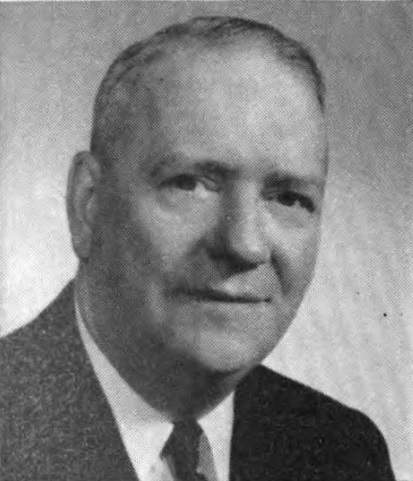
Joseph L. Carrigg

Joseph Leonard Carrigg (* 23. Februar 1901 in Susquehanna, Susquehanna County, Pennsylvania; † 6. Februar 1989 in Scranton, Pennsylvania) war ein US-amerikanischer Politiker. Zwischen 1951 und 1959 vertrat er den Bundesstaat Pennsylvania im US-Repräsentantenhaus.

## Werdegang
Joseph Carrigg besuchte die Laurel Hill Academy in Susquehanna und studierte danach bis 1922 an der Niagara University in Niagara Falls im Bundesstaat New York. Nach einem anschließenden Jurastudium an der Albany Law School im Staat New York sowie der Dickinson School of Law in Pennsylvania und seiner 1926 erfolgten Zulassung als Rechtsanwalt begann er in Susquehanna in diesem Beruf zu arbeiten. Zwischen 1936 und 1948 war er Bezirksstaatsanwalt im dortigen Susquehanna County. Politisch wurde er Mitglied der Republikanischen Partei. Von 1948 bis 1951 fungierte er als Bürgermeister von Susquehanna.
Nach dem Tod des Abgeordneten Wilson D. Gillette wurde Carrigg bei der fälligen Nachwahl für den 14. Sitz von Pennsylvania als dessen Nachfolger in das US-Repräsentantenhaus in Washington, D.C. gewählt, wo er am 6. November 1951 sein neues Mandat antrat. Nach drei Wiederwahlen im zehnten Wahlbezirk seines Staates konnte er bis zum 3. Januar 1959 im Kongress verbleiben. Diese Zeit war bis 1953 von den Ereignissen des Koreakrieges und danach von den Geschehnissen des Kalten Krieges geprägt. Innenpolitisch stand die Bürgerrechtsbewegung im Vordergrund.
1958 wurde Carrigg nicht wiedergewählt. In den Jahren 1959 und 1960 arbeitete er für die Finanzbehörde in Washington. 1961 war er auch als Sekretär des Kongressabgeordneten William Scranton tätig. Außerdem war er Manager des Versicherungsfonds State Workmen’s Insurance Fund of Pennsylvania. Joseph Carrigg starb am 6. Februar 1989 in Scranton.